# Kapuzinerkloster Meran

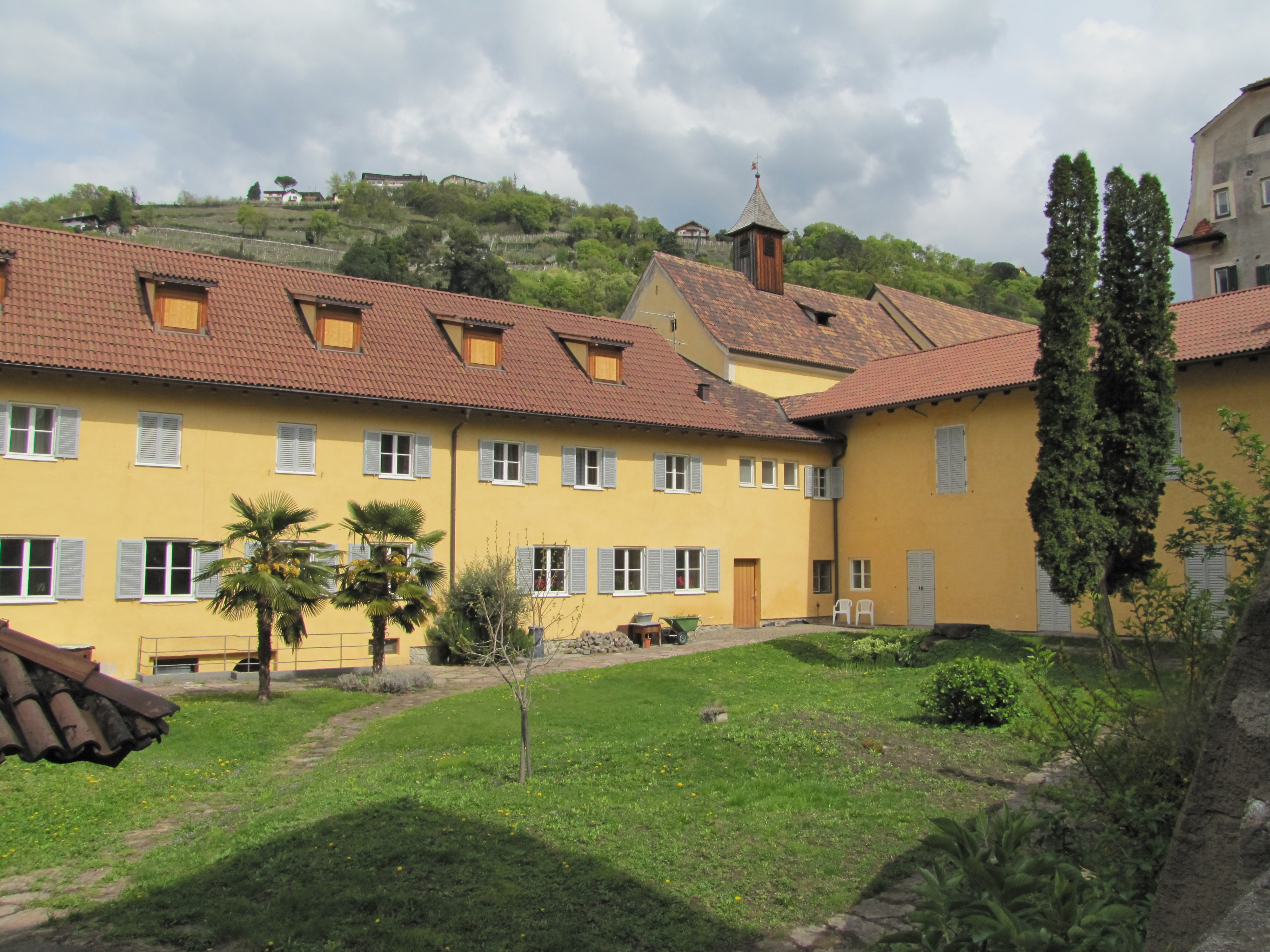
Kapuzinerkloster Meran

Das Kapuzinerkloster Meran wurde 1617 geweiht und besteht bis heute. Zur Anlage gehört die St.-Maximilian-Kirche.

## Geschichte
Der Bischof von Chur, Johannes Flugi, unterstützte 1610 den Kapuzinerorden bei seinem Vorhaben, zwei weitere Klöster in Tirol zu gründen, eines in Meran und das andere in Mals.
Im Landesfürsten von Tirol, Erzherzog Maximilian, einem Verfechter der Gegenreformation, hatte er einen gewichtigen Unterstützer.
Obwohl der Meraner Magistrat gegen ein Kapuzinerkloster war (daß ohnehin viel Arme hier seien, und daß man also die Kapuziner zu deren Vermehrung derselben nicht brauche), wurde er gedrängt, 300 Pfund zum Klosterbau beizusteuern. Diese Kosten wurden durch eine Sondersteuer auf Fleisch eingetrieben.
1616 wurde mit dem Bau begonnen, 1617 wurde das Kloster dem Hl. Maximilian geweiht. Zwischen 1715 und 1717 wurde es umgebaut und erweitert.
Während der bayerischen Besatzung Tirols wurde das Kloster 1808 aufgelöst und versteigert, jedoch bald darauf wieder als Kloster geführt.
Heute sind die Kapuziner von Meran hauptsächlich in der Krankenhausseelsorge tätig, die Kapuzinerstiftung Liebeswerk unterhält ein Wohnheim für Jugendliche und betreibt ein Biorestaurant.